# フェリシアン化ナトリウム
フェリシアン化ナトリウム（Sodium ferricyanide）とは、ヘキサシアニド鉄（III）酸ナトリウムのこと、すなわち、ナトリウムのヘキサシアニド鉄（III）酸塩である。組成式は、（Na3[Fe(CN)6]）。なお、赤血ソーダ（Red prussiate of soda）と呼ばれることもある。

## 合成
ヘキサシアニド鉄（III）酸ナトリウムは、ヘキサシアニド鉄（II）酸ナトリウム（フェロシアン化ナトリウム）を、ハロゲン（塩素など）や過酸化水素などを用いて酸化することによって得られる。なお、ヘキサシアニド鉄（III）酸ナトリウムはNa3[Fe(CN)6]で表されるわけだが、しばしば1つの水和水を持ち、Na3[Fe(CN)6]・H2Oとして存在する。なお、Na3[Fe(CN)6]・H2Oは、赤色柱状晶で、水に容易に溶解する。また、ヘキサシアニド鉄（III）酸ナトリウムは、ヘキサシアニド鉄（II）酸ナトリウムよりも不安定であり、ヘキサシアニド鉄（III）酸ナトリウムよりも容易にCN-（シアン化物イオン）を遊離させ得る。

## その他
既述の通り、ヘキサシアニド鉄（III）酸ナトリウムは1水和物、つまり、Na3[Fe(CN)6]・H2Oの形を取りやすい。これに対して、例えばヘキサシアニド鉄（III）酸リチウムは4水和物、つまり、Li3[Fe(CN)6]・4H2Oの形を取りやすいなど、アルカリ金属とヘキサシアニド鉄（III）酸との塩であっても、取りやすい水和水の数が異なっていることが知られている。

## 主な参考文献
- 志田 正二 編集代表 『化学辞典』 森北出版 1981年3月9日発行 ISBN 4-627-24010-4
- 大木 道則、大沢 利昭、田中 元治、千原 秀昭 編集 『化学辞典』 東京化学同人 1994年10月1日発行 ISBN 4-8079-0411-6